# Parafiivka
Parafiivka (în ucraineană Парафіївка) este o așezare de tip urban din raionul Icinea, regiunea Cernihiv, Ucraina. În afara localității principale, mai cuprinde și satul Luhove.

## Demografie
Componența lingvistică a așezării de tip urban Parafiivka
     Ucraineană (98,22%)
     Rusă (1,53%)
     Alte limbi (0,18%)
Conform recensământului din 2001, majoritatea populației așezării de tip urban Parafiivka era vorbitoare de ucraineană (98,22%), existând în minoritate și vorbitori de rusă (1,53%).